# Amy Tuck

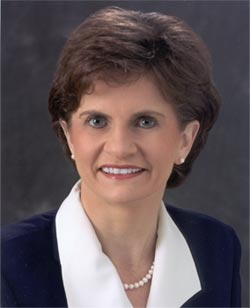
Amy Tuck

Amy Tuck (* 8. Juli 1963 in Maben, Oktibbeha County, Mississippi) ist eine US-amerikanische Politikerin. Zwischen 2000 und 2008 war sie Vizegouverneurin des Bundesstaates Mississippi.

## Werdegang
Amy Tuck studierte an der Mississippi State University politische Wissenschaften und öffentliche Verwaltung. Außerdem studierte sie am Mississippi College Jura. Politisch schloss sie sich zunächst der Demokratischen Partei an. 1990 wurde sie in den Senat von Mississippi gewählt. Im Jahr 1995 scheiterte sie in den Vorwahlen ihrer Partei für das Amt des Secretary of State.
1999 wurde Tuck an der Seite von Ronnie Musgrove zur Vizegouverneurin von Mississippi gewählt. Dieses Amt bekleidete sie nach einer Wiederwahl zwischen 2000 und 2008. Dabei war sie Stellvertreterin des Gouverneurs und Vorsitzende des Staatssenats. Seit 2004 diente sie unter dem neuen Gouverneur Haley Barbour. Im Jahr 2002, mitten in ihrer ersten Amtszeit, wechselte sie aus persönlichen und politischen Gründen zur Republikanischen Partei. Ihre Wiederwahl im Jahr 2004 gelang ihr bereits als Republikanerin. Aufgrund einer Verfassungsbestimmung konnte sie im Jahr 2008 nicht für eine dritte Amtszeit als Vizegouverneurin kandidieren. Stattdessen wurde sie als Special Assistant des Universitätspräsidenten an die Mississippi State University berufen. Diesen Posten bekleidet sie bis heute.